# Kukuryki (obwód wołyński)
Kukuryki (ukr. Кукурі́ки) – wieś na Ukrainie w rejonie kowelskim, obwodu wołyńskiego. Liczy 291 mieszkańców.
Do 2020 w rejonie starowyżewskim.